# Гастінгс (графство)
Графство Гастінґс (англ. Hastings County) — графство у провінції
Онтаріо, Канада. Графство є переписним районом та адміністративною одиницею провінції. Адміністрація графства знаходиться в містечці Бельвіль.

## Адміністративний поділ
- Містечко — Банкрофт (англ. Bancroft)
- Містечко — Десеронто (англ. Deseronto)
- Муніципалітет — Центр Гастінґс (англ. Centre Hastings)
- Муніципалітет — Гастінґс-Гайлендс (англ. Hastings Highlands)
- Містечко — Карло-Мейо (англ. Carlow/Mayo)
- Містечко — Фарадей (англ. Faraday)
- Містечко — Лимерик (англ. Limerick)
- Містечко — Мадок (англ. Madoc)
- Муніципалітет — Мармора-енд-Лейк (англ. Marmora and Lake)
- Містечко — Стерлінг-Радон (англ. Stirling-Rawdon)
- Містечко — Тюдор-енд-Кашель (англ. Tudor and Cashel)
- Муніципалітет — Твід (англ. Tweed)
- Містечко — Таєндінаґа (англ. Tyendinaga)
- Містечко — Воластон (англ. Wollaston)
- Індіанська резервація — Територія Таєндінаґа-Могавк (англ. Tyendinaga Mohawk Territory)

Міста 'Бельвіль' і 'Квінті-Вест' відокремлені муніципалітети, а це означає, що вони знаходяться у межах округу і входять до переписного району, але не є підзвітними графству.